# Кнёс, Текла
Текла Левиния Андриетта Кнёс (швед. Thekla Levinia Andrietta Knös; 17 июня 1815, Уппсала — 10 марта 1880, Векшё) — шведская поэтесса, переводчица и хозяйка литературного салона.

## Биография и творчество
Текла Кнёс родилась в 1815 году в Уппсале. Её родителями были Густаф Кнёс, преподавателя латыни и греческого в Уппсальском университете, и его жена Алида Кнёс. Когда Текле было 13 лет, её отец умер. Алида Кнёс с дочерью остались в Уппсале, где их дом был одним из центров литературной и музыкальной жизни города. После того как матери тоже не стало в 1855 году, Текла, оправившись от удара, начала работать переводчицей и преподавателем языков. Некоторое время она жила у Магдалены Сильверстольпе, потом у различных друзей и родственников, и, наконец, поселилась вместе с подругой детства Агнес Гейер. Близкими друзьями Теклы были также писатели Фредрика Бремер и Понтус Викнер. Текла Кнёс покровительствовала молодым поэтам; друзья и знакомые отмечали её скромность и самоотверженность, граничащую с самоотречением. О ней рассказывали, что она отказывалась носить бывший в то время в моде кринолин, потому что «не хотела занимать в мире так много места».
На склоне жизни Текла Кнёс впала в тяжёлую депрессию и последние годы провела в больнице в Векшё. В 1880 году она умерла и была похоронена рядом с членами её семьи в родной Уппсале.
Поэтическое наследие Теклы Кнёс включает лирические стихотворения в духе романтизма и несколько стихотворений для детей, которые затем были положены на музыку. Ей также принадлежит героическая поэма «Ragnar Lodbrok», удостоенная при жизни автора первой премии Шведской академии (вторую премию получил её же сборник стихов). Критики упрекали это произведение в отсутствии оригинальности и подражании «Саге о Фритьофе» Тегнера, однако поэма Теклы Кнёс отходит от канонов жанра и приобретает черты психологического романа. Кроме того, Текла Кнёс написала множество стихотворений о цветах, из которых несколько были положены на музыку Адольфом Линдбладом.
В 1921 году шведская писательница Виви Хорн, которой Текла Кнёс приходилась дальней родственницей по материнской линии, написала о ней книгу «De små Knösarna. Ett romantiskt uppsalahem».